# Alfonso Ottaviani
Alfonso Ottaviani (Terni, 5 ottobre 1937 – Terni, 3 marzo 2008) è stato un pentatleta italiano.

## Biografia
Nato nel 1937 a Terni, a 27 anni ha partecipato ai Giochi olimpici di Tokyo 1964, arrivando 14º nell'individuale con 4651 punti, dei quali 940 nell'equitazione, 856 nella scherma, 840 nel tiro a segno, 925 nel nuoto e 1090 nella corsa.